# 神話・伝説の土地
神話・伝説の土地（しんわ・でんせつのとち）とは、神話や伝説で語られる場所のことである。

## エジプト神話
- アアル - 古代エジプト神話における楽園。Sekhet Hetepet（平和の野原）
- アケト（英語版） - 太陽の登る地平線。
- ベンベン - 原初の丘。
- ドゥアト - 冥界。
- マヌ - 太陽が沈む地。
- ヌン - 原初の海。
- クク（英語版） - エジプト神話における原初の空間。

## ギリシア神話
- アルカディア - 牧人の楽園。理想郷とも呼ばれる。
- アスポデロスの野（英語版） - 死後の世界。
- アトランティス - ポセイドンを信仰していた海上都市。
- エーリュシオン - ギリシア神話での死後の楽園。
- カオス - 原初の空間。
- ネペロコッキュギア（英語版）（ラテン語：Nubicuculia、ギリシア語：Νεφελοκοκκυγία ）
- ヘスペリデス
- ヒュペルボレイオス
- 至福者の島
- ライストリューゴーン族の国
- メロピス島（英語版）
- オリンポス山
- ニューサ山（英語版） - ニュシアデスという妖精ニュンペーが住む山（山脈）。
- オケアノス
- パンカイア島（英語版）
- タルタロス
- テミスキュラ - アマゾン族の首都。
- アイアイエ島 - キルケの島。
- オギュギエ島（英語版） - カリュプソの島。
- トリナキエ島（ドイツ語版） - ヘリオスの家畜が飼育されている島。

## 北欧神話
- 九つの世界
  - アースガルズ - アース神族の世界。
  - ヴァナヘイム（ヴァナランド）- ヴァン神族の世界。
  - アールヴヘイム - 妖精の世界。
  - ミズガルズ - 人間の世界。
  - ヨトゥンヘイム（ウートガルズ）- 巨人の世界。
  - ニザヴェッリル - 小人の世界。
  - スヴァルトアールヴヘイム - 黒い妖精の世界。
  - ニヴルヘイム - 霧の世界。
  - ムスペルヘイム - 炎の世界。
  - ヘルヘイム（ヘル） - 死者の世界。
- ギョッル -  人間の世界ミズガルズと死者の世界の間を流れる川。
- フヴェルゲルミル - ニヴルヘイムの泉。
- クヴェンランド
- ミーミルの泉
- ウルズの泉
- ヴァルハラ - 主神オーディンの宮殿。
- エーリューズニル - 死者の神ヘルの館。
- エーリヴァーガル - 毒の川。
- ユグドラシル - 世界樹。
- ギンヌンガガプ - 原初の裂け目。
- ビフレスト - 地上からアースガルズにつながる虹の橋。

## インド発祥の宗教（ダルマの宗教）
インド発祥の宗教（仏教、ヒンドゥー教、バラモン教）
- アガルタ

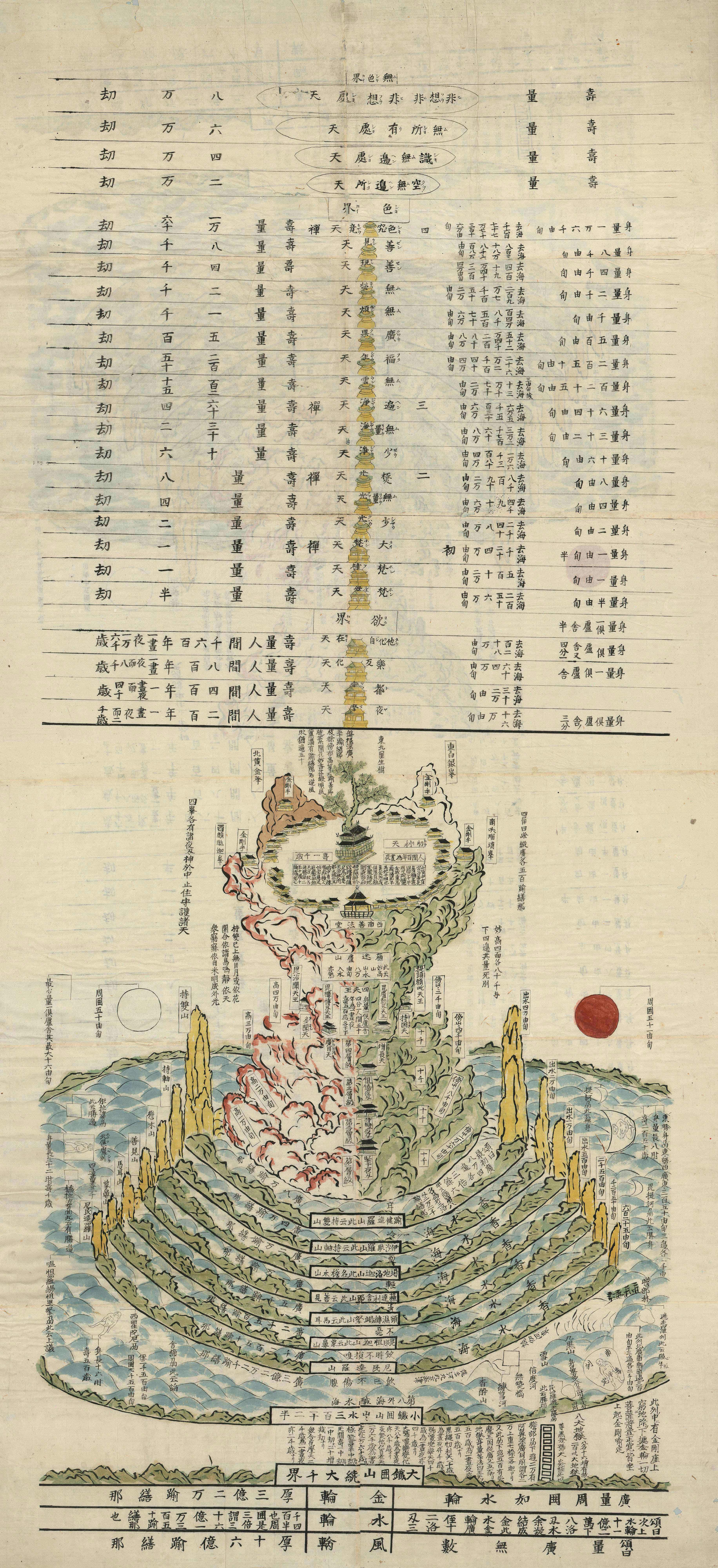
江戸時代に描かれた三界図

- アマラーバティー (神話)（英語版） - インドラ神が住む天界の都。
- ブラフマプラ（英語版） - ブラフマーの住居。
- Himavanta（英語版）
- 金胎（英語版）（ヒラニヤガルバ）- 梵天界とも、神の神、創造神、宇宙卵、世界の胎ともいわれる。
- 須弥山 - 古代インドの世界観で世界の中心の山。東西南北に四大洲という4大陸が浮かび、その間には九山八海がある。
  - 閻浮提（ジャンブー・ドヴィーパ、漢語の新約では贍部洲、南洲） - 須弥山の南にある人間が住む三角形の世界。
    - アナヴァタプタ（Anavatapta、阿耨達池：あのくだっち、阿那婆達多：あなばだった、漢訳は清涼、無熱悩池）という池から、4方に川が流れる。金、銀、瑠璃などからなる岸がある。阿耨達竜王が住む。

  - 牛貨洲（ごけしゅう） - 須弥山の西に浮かぶ円形の大陸。
  - 俱盧洲（くるしゅう）- 須弥山の北に浮かぶ正方形の大陸。他の土地より過ごしやすく、寿命が長い生物が住む。
  - 勝身洲（しようしんしゅう）- 須弥山の東に浮かぶ半月形の大陸。
- 翅頭末（英語版）(しとうまつ。翅頭末城、翅頭城) - 弥勒菩薩が降臨する場所。楽園。
- ナラカ（奈落、奈落迦、那落迦） - 地下世界、地獄
- 涅槃（ニルヴァーナ、ニッバーナ） -　悟りの世界。
- ラーマズ・ブリッジ - インドの古代叙事詩『ラーマーヤナ』でラーマ王子がシータ姫を助けるためにかけた地峡。
- サマヴァサラナ（英語版） - ジャイナ教にある天界の説教場。
- 三途川、Vaitarna River (mythological)（英語版） - 地獄と現世を隔てる川。
- シャンバラ (チベット)
- 七聖都（英語版）（セプタプリー）
- ヴァイクンタ（英語版） - ヴィシュヌ神の住居。
- 浄土

世間（ローカ）
- 三界（欲界・色界・無色界）

ヒンドゥー教には下層のローカと上層のローカの各7世界、計14世界がある。
- 上層のローカ
  - ブーローカ（地界）
  - ブーヴァル（空界）
  - スヴァルガ - ヒンドゥー教の世界観で上層の7世間（ローカ）の一つで天界を意味する。
  - マハル
  - ジャナ
  - タポー
  - サテャ

- 下層のローカ（パーターラ）
  - アタラ
  - ヴィタラ
  - スタラ
  - タラータラ
  - マハータラ
  - ラサータラ
  - パータラ

## 中国神話
- 地獄 (中華文化)（中国語版）
- 羽山 - 古代中国の伝説上の人物である鯀の没地。
- 扶桑 - 世界樹扶桑がある土地。
- 玉山 - 西王母の住む山。
- 崑崙
- 登龍門
- 不周山（中国語版）
- 蓬萊
- 桃源郷
- ザナドゥ
- 風陵渡（中国語版） - 中国神話の女媧と伏羲の氏族（風（中国語版））の墓が近くにあり、黄帝の忠臣であり女媧と伏羲の子孫である風后（中国語版）が討たれた場所。
- 東方三神山 - 蓬莱山、方丈山、瀛洲山
- 五岳 - 盤古が骸となり世界となったとき、体の五体から作られた五つの山 - 東岳泰山、南岳衡山、中岳嵩山、西岳華山、北岳恒山

## アブラハムの宗教
アブラハムの宗教（ユダヤ教、キリスト教、イスラム教）
- アンティリア島（英語版）
- ジャハンナム - イスラム教の地獄。 バルザフという途中の待機所や、罪人用の橋As-Sirāt、罪人以外用のSirat al-Mustaqimなどがある。
- プレスター・ジョンの国 - 東方に存在すると考えられたキリスト教の国。
- エデンの園
- 天国
- 地獄
- 円柱のイラム - イスラム教のコーランに登場する都市。
- Jabulqa and Jabulsa（英語版） - イスラム教で説明される西と東の端の都市。
- 誘惑の山
- パンデモニウム
- ショロマンツァ - ルーマニアに伝わる伝説上の黒魔術の学校。
- ゼルズラ（英語版） - 伝説のオアシス都市。
- ソドムとゴモラ

## ケルト
- アンヌン
- アヴァロン
- キャメロット
- Cantre'r Gwaelod（英語版）
- ハイブラジル（英語版） - 大西洋上の疑存島。ブラジルの国名とは無関係。
- ディナス・エムリス（英語版） - 鉄器時代の城跡。アーサー王伝説や、竜を罠にかけて埋葬した土地という伝説もある。
- Emain Ablach（英語版）
- Lyonesse（英語版）
- マグ・メル
- ティル・ナ・ノーグ
- イス (伝説都市)

## その他
- アストラン
- マゴニア - 中世フランスの伝説の土地。
- シャングリラ - イギリスの小説に載る理想郷。
- コケイン - 中世フランス語の理想郷に由来するイギリスのオーケストラ作品。
- ユートピア - 1516年にイギリスの思想家トマス・モアが出版した著作『ユートピア』に登場する架空の国家。
- 無何有郷 - 『荘子』に書かれる自然のままの理想郷[1]
- ノルンベガ（英語版） - 北アメリカにあったという伝説の集落。
- 七つの海 - ヒンドゥー教では、セプタ・サムドラ（Septa samudra）という海が語られる。
- 7つの天国
- 世界軸
- カッシテリデス諸島 - イベリア半島沖にあるとされていた島。ギリシア語で、「スズの島」を意味する。
- メガラニカ - 南半球にあるとされた伝説上の大陸。テラ・アウストラリス・インコグニタ（Terra Australis Incognita、未知の南方大陸）ともいう。
- Alatyr (mythology)（英語版）
- Baltia（英語版） - バルト海にあるとされた琥珀の生み出される島。
- チンワト橋 - ゾロアスター教の死後に渡る橋。
- City of the Caesars（英語版） - 南アメリカにあるとされた金とダイヤモンドが豊富な伝承上の都市。
- エル・ドラード/シボラ/若返りの泉
- ルビコン川
- タルペーイアの岩 - 共和政ローマ時代の処刑場。
- ゲモニアの階段 - ローマ時代の処刑場。
- ハワイキ（英語版） - ポリネシア神話での故郷・冥界。
- Oponskoye Kingdom（英語版） - ロシアの民間伝承。極東の国。
- サグネ王国（英語版） - 大航海時代にカナダにあると信じられた金銀財宝が豊富にあると考えられた王国。
- キーテジ - ロシア正教の聖地。
- ムー大陸/レムリア
- ミクトラン - アステカ神話の地獄。
- ニビル (仮説上の惑星)
- パイティティ（英語版） - 伝説上のインカ帝国の都市。
- ポホヨラ - フィンランド神話。
- トゥーレ - ヨーロッパの北方に想定された島。
- 神道 - 高天原（天岩戸・天安河・天之八衢）/黄泉（黄泉比良坂）・根の国/オノゴロ島（天浮橋）/比婆山/常世の国/男之水門/龍宮/ニライカナイ（琉球神道）
- Sierra de la Plata（英語版） - 南アメリカの伝説上の銀鉱山。
- 失われた都市Z - 南アメリカに想定された。
- Iriy（英語版） - ロシアの民間伝承での冥界。
- タワーリスィー（英語版） - イブン・バットゥータの旅行記に登場する東南アジアの国。
- シウダー・ブランカ（英語版） - 日本語訳:白い都市。ホンジュラスのモスキティア地方にあるとされる伝説の都市。猿神王国と同一視される[2]。
- 猿神王国 - 猿の巨像が遺されているとされるモスキティア地方の伝説の都市。